# Ngô Du
Ngô Du (1926-1987) nguyên là một tướng lĩnh Bộ binh của Quân lực Việt Nam Cộng hòa, cấp bậc Trung tướng. Ông xuất thân từ trường Võ bị Quốc gia do Chính phủ Quốc gia Việt Nam mở ra ở miền Trung Việt Nam. Tốt nghiệp được chọn về đơn vị Bộ binh. Ông đã theo hệ thống sĩ quan chỉ huy bắt đầu từ chức vụ Trung đội trưởng và tuần tự lên đến chỉ huy cấp Sư đoàn, Sau cùng ông cũng được đảm nhiệm chức vụ Tư lệnh cấp Quân đoàn. Ông được thăng cấp cũng khá nhanh, lên tướng khi tuổi đời chưa đến 40.

## Tiểu sử & Binh nghiệp
Ông sinh vào tháng 1 tháng 1 năm 1926 trong một gia đình thương nhân khá giả tại Quy Nhơn, Bình Định, miền Trung Việt Nam. Thời niên thiếu, ông học Tiểu học và Trung học theo chương trình Pháp tại Quy Nhơn. Năm 1945 ông tốt nghiệp Phổ thông với văn bằng Tú tài bán phần (Part I). Sau đó được bổ dụng làm Công chức ngoại ngạch ở Quy Nhơn cho đến ngày gia nhập Quân đội.

### Quân đội Liên hiệp Pháp
Tháng 9 năm 1949, thi hành lệnh đông viên, ông nhập ngũ vào Quân đội Liên hiệp Pháp, mang số quân: 46/200.744. Theo học khoá 2 Quang Trung tại trường Võ bị Quốc gia Huế, khai giảng ngày 25 tháng 9 năm 1949. Ngày 24 tháng 6 năm 1950 mãn khóa tốt nghiệp với cấp bậc Thiếu úy hiện dịch. Ra trường, ông được chọn về đơn vị Bộ binh Việt Nam đồn trú ở miền Bắc, giữ chức vụ Trung đội trưởng.

### Quân đội Quốc gia Việt Nam
Đầu năm 1952, chính thức chuyển sang phục vụ Quân đội Quốc gia, ông được thăng cấp Trung úy làm Đại đội trưởng đơn vị Bộ binh. Sau ngày ký Hiệp định Genève (20 tháng 7 năm 1954), cùng đơn vị di chuyển vào Nam, ông được thăng cấp Đại úy giữ chức vụ Tiểu đoàn trưởng Tiểu đoàn Bộ binh.

### Quân đội Việt Nam Cộng hòa
Cuối tháng 10 năm 1955, Quân đội Quốc gia được đổi tên thành Quân đội Việt Nam Cộng hòa. Chuyển biên chế qua cơ cấu mới, ông được thăng cấp Thiếu tá tại nhiệm. Đầu năm 1957, ông được thăng cấp Trung tá và được cử làm Tham mưu trưởng Sư đoàn 4 Dã chiến do Trung tá Tôn Thất Xứng làm Tư lệnh. Tháng 4 cùng năm ông được bổ nhiệm chức vụ Tư lệnh Sư đoàn 4 Dã chiến thay thế Đại tá Tôn Thất Xứng. Ngày 17 tháng 3 năm 1958, bàn giao Sư đoàn 4 lại cho Đại tá Trần Thiện Khiêm về phục vụ ở Bộ Tổng Tham mưu.
Đầu năm 1963, ông được cử đi du học lớp Tham mưu cao cấp (khóa 1963 - 1) thụ huấn 16 tuần tại Học viện Fort Leavenworth, Kansas, Hoa Kỳ. Giữa năm 1963 mãn khóa học về nước nhận nhiệm vụ mới chuyển ra Cao nguyên Trung phần giữ chức vụ Tham mưu trưởng Quân đoàn II.
Ngày 1 tháng 11 năm 1963 nổ ra cuộc đảo chính Tổng thống Ngô Đình Diệm, ông không trực tiếp tham gia nhưng đã đồng lòng với các tướng lãnh cầm đầu phe đảo chính, nên ngày 3 tháng 11 ông được thăng cấp Đại tá tại nhiệm. Một tháng sau, ông nhận lệnh bàn giao chức vụ Tham mưu trưởng Quân đoàn II lại cho Trung tá Nguyễn Văn Hiếu để về Trung ương giữ chức vụ Trưởng phòng 1 Bộ Tổng Tham mưu thay thế Trung tá Đỗ Ngọc Nhận.
Đầu năm 1964, ông ủng hộ tướng Nguyễn Khánh cầm đầu Cuộc Chỉnh lý ngày 30 tháng 1 năm 1964, ông được tướng Khánh bổ nhiệm chức vụ Tư lệnh Sư đoàn 2 Bộ binh thay thế Thiếu tướng Tôn Thất Xứng được bổ nhiệm chức vụ Tư lệnh Quân đoàn I và Vùng 1 Chiến thuật. Ngày 29 tháng 5, ông thăng cấp Chuẩn tướng tại nhiệm. Ngày Quân lực 19 tháng 6 năm 1966, ông được thăng cấp Thiếu tướng. Cùng thời điểm, bàn giao Sư đoàn 2 lại cho Đại tá Nguyễn Thanh Sằng để đi nhận chức vụ Tư lệnh phó lãnh thổ Quân đoàn III và Vùng 3 Chiến thuật.
Ngày 4 tháng 5 năm 1970: ông được chuyển về miền Tây Nam phần và được bổ nhiệm Tư lệnh Quân đoàn IV và Quân khu 4 thay thế Thiếu tướng Nguyễn Viết Thanh. Gần bốn tháng sau ngày 27 tháng 8, ông bàn giao Quân đoàn IV lại cho Thiếu tướng Ngô Quang Trưởng (nguyên Tư lệnh Sư đoàn 1 Bộ binh). Sau đó lại một nữa, ông trở lại Cao nguyên Trung phần giữ chức vụ Tư lệnh Quân đoàn II và Quân khu 2 thay thế Trung tướng Lữ Lan. Ngày Quốc khánh 1 tháng 11 cùng năm, ông được thăng cấp Trung tướng tại nhiệm.
Năm 1971, Ngô Du bị Đại biểu Robert H. Steele, đảng viên Cộng hòa của Connecticut tố cáo là trùm buôn bán ma túy lớn. Nhưng ông du bác bỏ lời tố cáo.
Tháng 3 năm 1972, sau "Mùa hè đỏ lửa", ông xin từ nhiệm chức vụ Tư lệnh Quân đoàn II do cơn bệnh đau tim. Sau đó, bàn giao Bộ tư lệnh Quân đoàn lại cho Thiếu tướng Nguyễn Văn Toàn.
Đầu năm 1973, ông được cử làm Trưởng đoàn Quân sự 4 bên cấp Trung ương tại Trại Davis ở căn cứ Không quân Tân Sơn Nhứt. Tháng 11 cùng năm bàn giao chức vụ Trưởng đoàn lại cho Trung tướng Dư Quốc Đống. Tháng 3 năm 1974 ông được xét cho giải ngũ.

## 1975
Ngày 30 tháng 4, ông cùng gia đình di tản khỏi Việt Nam. Sau đó được sang định cư ở thành phố Sacramento, California, Hoa Kỳ.
Năm 1987, ông từ trần tại nơi định cư. Hưởng thọ 61 tuổi.

## Gia đình
- Thân phụ: Cụ Ngô Khuông (Năm 1975 trở về trước là một Thương gia xuất nhập khẩu nổi tiếng, có nhiều cơ sở kinh doanh phát đạt, khởi đầu từ Quy Nhơn và phát triển rộng trên toàn miền Nam Việt Nam).
- Nhạc phụ: Cụ Võ Thân (Nguyên Đại úy Chỉ huy trường Hạ sĩ quan An Cựu, Huế thời kỳ Quân đội Liên hiệp Pháp và Quân đội Quốc gia. Năm 1951 tử trận tại Phong Điền, Thừa Thiên.